# Kloster Johannes der Täufer (Kardschali)

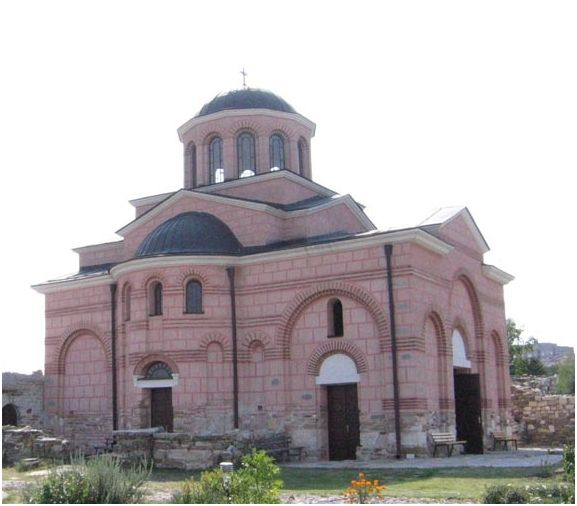
Die neu erbaute Klosterkirche

Das Kloster Johannes der Täufer (bulgarisch Свети Йоан Продром Sweti Joan Prodrom bzw. Свети Йоан Предтеча) ist ein ehemaliges, orthodoxes Kloster in Kardschali in den Rhodopen in Südbulgarien. Es bestand vom 7./8. bis zum 14. Jahrhundert und zählt zu den 100 nationalen touristischen Objekten des Landes, die vom Bulgarischen Tourismusverband aufgelistet wurden.

## Lage
Das Kloster befindet sich in der Stadt Kardschali im Stadtteil Weseltschane (bulg. Веселчане) im östlichen Rhodopen-Gebirge und liegt am nördlichen Ufer des Arda-Flusses.

## Geschichte
Die heute vorhandenen Gebäudereste waren Teil eines großen Klosterkomplexes, der ab dem 7./8. Jahrhundert, nach dem Ende des Ikonoklasmus im Byzantinischen Reich, entstand. Seit seiner Gründung war das Kloster Zentrum des Christentums in den östlichen Rhodopen.
Im 9. Jahrhundert, wahrscheinlich mit der Christianisierung Bulgariens und während des „Goldenen Zeitalters“ unter dem Zaren Simeon, wurde das Kloster beträchtlich erweitert. Aus archäologischen Ausgrabungen schließt man, dass es im Kloster mehrere gleichzeitig genutzte Kirchen gab. Alle sind im byzantinischen Stil mit starkem Athos-Einfluss gebaut und stammen wahrscheinlich aus derselben Zeit. Auch der viereckige Grundriss der doppelten Festungsmauer aus dem 10./11. Jahrhundert ist den Athos-Klöstern nachempfunden.
Das Kloster war Zentrum einer der größten mittelalterlichen Eparchien - Ahridos, Sitz eines Erzbischofs und von starken Festungsmauern umgeben. Der Klosterkomplex wuchs in den folgenden Jahrhunderten um weitere Gebäude an. Später wurde er Sitz eines Metropoliten.
Im 11. Jahrhundert wurde die Klosterkirche durch eine größere ersetzt. Es handelte sich dabei um einen dreischiffigen und dreikuppligen Bau, der Ähnlichkeit mit der Klosterkirche des Athosklosters Megisti Lavra aufweist. Diese Kirche ist ein typisches Beispiel für den Übergang von der Basilika zur Kreuzkuppelkirche. In diese Zeit fällt auch der Bau einer Grabkapelle, in der wahrscheinlich ein christlicher Missionar beigesetzt war.
Das Kloster wurde 1207 von Kreuzrittern unter Bonifatius von Montferrat, König von Thessaloniki, geplündert. Auf ihrem Rückweg in das Königreich Thessaloniki wurden sie jedoch in einem Hinterhalt des bulgarischen Zaren Kalojan getötet. Laut Prof. Nikolaj Owtscharow wurde das Kloster bei der Plünderung von Bonifatius zerstört, später jedoch neu errichtet.
Wahrscheinlich wurde das Kloster 1362 in Brand gesetzt und endgültig zerstört, als die osmanischen Türken die gesamte Region unterwarfen.

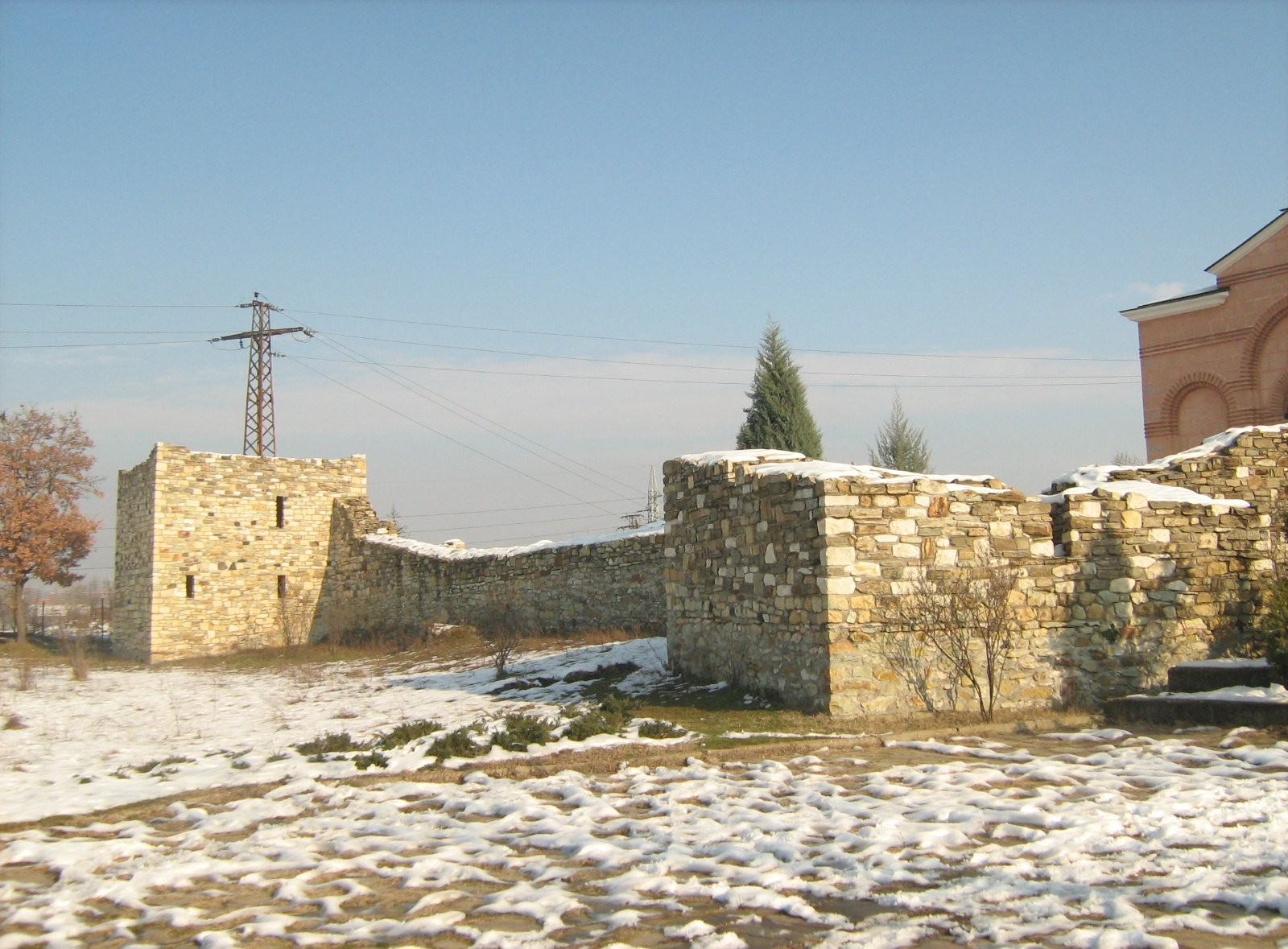
Teil der erhaltenen Festungsmauern

Da der Fluss Arda im Laufe der Jahrhunderte seinen Lauf änderte, sind heute nur drei Festungsmauern erhalten – die südliche, die westliche und die östliche, sowie der Bischofspalast, das Refektorium (Speiseraum), die Klosterküche und Bäder, das Necessarium sowie einige der Klosterkirchen. Der Hauptbau, wo sich der Großteil der Klosterzellen der Mönche und die Verwaltung befanden, wurde größtenteils vom Fluss weggespült und befindet sich im heutigen Flussbett.
Bei der Restaurierung der Klosterkirche wurden die erhaltenen Fresken abgetragen. Sie befinden sich heute im städtischen Museum von Kardschali. Die Restaurierungen waren unter der Auflage erfolgt, dass der typische Athos-Stil des Baus bewahrt werden sollte. Bei der Abtragung der Fresken aus dem 13. Jahrhundert wurden jedoch weitere Wandmalereien aus dem 9. Jahrhundert sowie zwei Kruzifixe aus dem 11. Jahrhundert gefunden. Auch ein gläsernes Weihrauchfass mit silbernem Beschlag wurde gefunden. Es ist das älteste, das in Südosteuropa gefunden wurde, und stammt wahrscheinlich aus Ägypten.
Bei der Restaurierung eines der Kruzifixe entdeckte man kleine Behälter, in denen Holzstücke versteckt waren. Man vermutet, dass es sich um eine Reliquie des Kreuzes Christi handelt.
Mit finanzieller Unterstützung der Europäischen Kommission für Kultur und Kulturgüter wurden 2000 eine der Klosterkirchen sowie einige Klostergebäude wieder errichtet und neu geweiht. Heute wird das Kloster erneut von Mönchen genutzt und ist eine der wichtigsten Pilgerstätten Bulgariens.

## Ausgrabungen
Ein Teil der Ruinen des Klosters wurde in den 1930er Jahren von lokalen Hobbyarchäologen freigelegt, blieb jedoch lange unerforscht. 1962 wurden bei Bauarbeiten zufällig weitere Abschnitte des einstigen Klosters und der Klosterkirche entdeckt. Die archäologischen Ausgrabungen begannen jedoch erst Mitte der 1980er unter der Leitung von Nikolaj Owtscharow. Dabei wurden die Grund- und Festungsmauern des einstigen großen Klosterkomplexes freigelegt. Im Zentrum wurden die Grundrisse der Klosterkirche entdeckt, die an manchen Stellen bis zu 3,5 m Höhe erhalten und mit Fresken bemalt waren. Die Archäologen gingen von einem Kloster aus, das Ende des 13. Jahrhunderts entstanden und Sitz eines Erzbischofs war.
1998 übernahm die Stiftung für christliche Architektur und Kunst „Nikola Fitschew - Sachari Sograf“ (bulg. Фондация за християнска архитектура и изкуство "Никола Фичев - Захарий Зограф"; Nikola Fitschew, Sachari Sograf) die Ausgrabungen und die Restaurierung der Klosterkirche. Unter der Leitung von Nikolaj Owtscharow und Daniela Kodschamanowa (bulg. Даниела Коджаманова) erfolgten die letzten Forschungsarbeiten.
Dabei wurden die Grundmauern einer älteren Kirche aus dem 9. Jahrhundert entdeckt. Sie hatte drei (westlicher, nördlicher und südlicher) Narthizes. Unter ihnen wurden drei Krypten entdeckt, in denen fünf Erzbischöfe beigesetzt waren. Das sechste dieser Gräber war hermetisch verschlossen, was auf eine beigesetzte Person von hohem gesellschaftlichem bzw. kirchlichem Rang schließen lässt. Diese Person wurde mit einem bis heute sehr gut erhaltenen Epitrachelion aus goldener Seide beigesetzt, in dessen Mitte die Gestalt der Mutter Gottes zu erkennen ist. Das meisterhafte Epitrachelion wurde wahrscheinlich in Konstantinopel gefertigt. Weltweit wurden bisher nur vier solcher kostbaren Epitrachelien gefunden; in Bulgarien ist es das erste dieser Art. Dieser Fund spricht für die Wichtigkeit dieses Klosters für das Christentum. Einige bulgarische Forscher nehmen an, dass es sich bei dem Fund um die Gebeine von Euthymios von Tarnowo handelt, dem letzten bulgarischen Patriarchen vor der Unterwerfung Bulgariens durch die Osmanen. Die Hypothese stützt sich jedoch nur auf die Überlieferung, dass Euthymios von den Osmanen in den Militär- und Verwaltungsbezirk Makedonien verbannt wurde, und dass die Zerstörung des Klosters zu einem späteren Zeitpunkt erfolgte – nach 1362.